# Прапроче (Семич)
Прапроче (словен. Praproče) — поселення в общині Семич, регіон Південно-Східна Словенія, Словенія.